# Acalolepta nepalensis
Acalolepta nepalensis là một loài bọ cánh cứng trong họ Cerambycidae.